# San Michele Mondovì
San Michele Mondovì é uma comuna italiana da região do Piemonte, província de Cuneo, com cerca de 2.070 habitantes. Estende-se por uma área de 18 km², tendo uma densidade populacional de 115 hab/km². Faz fronteira com Lesegno, Mombasiglio, Monasterolo Casotto, Niella Tanaro, Torre Mondovì, Vicoforte.

## Demografia
| Variação demográfica do município entre 1861 e 2011                               |
|                                                                                   |
| Fonte: Istituto Nazionale di Statistica (ISTAT) - Elaboração gráfica da Wikipedia |